# Ліга захисту євреїв
Ліга захисту євреїв (івр. הליגה להגנה יהודית, англ. Jewish Defense League, абр. JDL) — екстремістська єврейська організація. Емблемою Ліги є стиснутий кулак на фоні шестикутної зірки.

## Історичні дані
Була створена в США в 1968 році групою ортодоксальної єврейської молоді немов би для захисту єврейського населення "змішаних районів" Брукліна від антисемітських витівок і хуліганських нападів з негритянських і пуерториканських кварталів Нью-Йорка, але досить швидко переросла у політичну організацію, що ставила перед собою цілі щодо захисту інтересів світового єврейства, в першу чергу євреїв в СРСР. Одним із засновників і першим керівником JDL був рабі Меїр Кахане.
29 грудня 1969 люди Ліги захопили нью-йоркські контори радянських організацій «Інтурист» і «Аерофлот». У той же час сам рабі Кахане з трьома активістами увірвалися в місцеве відділення ТАРС і на очах онімілих від такого нахабства співробітників агентства розписали стіни приміщення гаслами «Народ Ізраїлю живий!» І «Отпусти народ мій!».Одночасно з цим в аеропорту «Кеннеді» члени Ліги накреслили ті ж заклики на фюзеляжі пасажирського літака, що прибув з Москви, а двоє з них прикували себе наручниками до шасі лайнера.
Наступного дня рабі Кахане з двома сотнями сподвижників, прорвавши поліційний заслін, влаштував маніфестацію біля будівлі радянської місії в ООН, біля якої заборонялося проводити демонстрації.
У січні 1970 року люди рабі Кахане зірвали концерт московського філармонічного оркестру. У наступному місяці були проведені ще кілька акцій під час гастролей радянських діячів мистецтв в Америці.
15 червня 1970 року у Ленінграді були арештовані дванадцять євреїв, що вирішили захопити літак, щоб вирватися в Ізраїль. У відповідь на цей крок радянської влади активісти Ліги захисту євреїв захопили будівлю торгового представництва СРСР в США в Нью-Йорку і протрималися там дві години. Йост, зустрівшись з р. Кахане, спробував умовити його відмовитися від радикальних методів боротьби, але той попросив передати Ніксону, що Ліга захисту євреїв зірве політику детанту, якщо адміністрація США не доб'ється вільного виїзду євреїв і звільнення всіх в'язнів Сіону.
24 грудня 1970, коли Димшиц і Кузнєцов були засуджені до розстрілу, рабі Меїр Кахане заявив: «За кожного єврея поплатяться двоє росіян!».
У квітні 1971 року в Нью-Йорку люди Ліги відзначили Песах сучасною версією «десяти кар єгипетських»: вони запустили п'ятдесят жаб в контору «Аерофлоту» і стільки ж мишей — до представництва «Амторгу».